# Takafumi Akahoshi
Takafumi Akahoshi (赤星 貴文 Akahoshi Takafumi?), född 27 maj 1986 i Shizuoka prefektur, är en japansk före detta fotbollsspelare.
Akahoshi började sin karriär 2005 i Urawa Reds. 2008 blev han utlånad till Mito HollyHock. 2009 flyttade han till Montedio Yamagata. Efter Montedio Yamagata spelade han för Zweigen Kanazawa.